# Filip Kristensson
Gustaf Filip Natanael Kristensson (i riksdagen kallad Kristensson i Osby), född 17 juni 1898 i Osby församling, Kristianstads län, död 26 januari 1980 i Jönköpings Sofia församling, Jönköpings län
, var en svensk köpman, landshövding och politiker (folkpartist).

## Utbildning
Kristensson avlade ekonomisk examen vid Handelshögskolan i Stockholm 1918 och erhöll titeln Diplomerad från Handelshögskolan i Stockholm (DHS). 

## Karriär
Kristensson drev därefter järnaffär i Osby 1922–1957. Han var ledamot i Kristianstads läns landsting 1939–1956 och var 1950–1956 vice ordförande i landstingets förvaltningsutskott.
Han var riksdagsledamot i andra kammaren för Kristianstads läns valkrets 1945–1956. I riksdagen var han bland annat ledamot i bevillningsutskottet 1949–1956, åren 1952–1956 som utskottets vice ordförande. Han var främst engagerad i skatte- och utbildningsfrågor. Efter sin tid i riksdagen var han landshövding i Västerbottens län 1957–1965.

## Familj
Filip Kristensson var son till en järnhandlare.(Adolf och Elisabeth f Eliasson) gift med Tora Odin,  Gislaved,  dotter till Malkolm och Olga Odin 
Döttrar  Britt- Marie Kristensson gm Per-Axel Alffram Ljungby, Elisabeth Kristensson gm Per Olof Olsén Stockholm  Margareta Kristensson gm Lars Noltorp Hälsingborg.